# Selenocosmia raciborskii
Selenocosmia raciborskii är en spindelart som beskrevs av Kulczynski 1908. Selenocosmia raciborskii ingår i släktet Selenocosmia och familjen fågelspindlar. Inga underarter finns listade i Catalogue of Life.